# Chuột Jerry
 Jerry là một nhân vật hư cấu, một trong hai nhân vật chính trong loạt phim hoạt hình Tom và Jerry của Metro-Goldwyn-Mayer. Được sáng tạo bởi William Hanna và Joseph Barbera, Jerry là một con chuột nhà màu nâu, xuất hiện lần đầu tiên trong phim hoạt hình ngắn Puss Gets the Boot, trong đó Hanna đặt tên cho nó là "Jinx" còn Barbera thì khẳng định rằng nó không có tên.

## Lịch sử

### Phim hoạt hìnhTom và Jerry
Mặc dù ý tưởng về một bộ đôi giữa mèo và chuột bị cho là nhàm chán, Hanna và Barbera quyết định phát triển Tom và Jerry vượt qua mối quan hệ giữa kẻ đi săn và con mồi thường thấy. Jerry là nhân vật chính diện của hầu hết các phim hoạt hình Tom và Jerry; thay vì là một "nạn nhân" của nhân vật phản diện, nó thường đánh bại và hành hạ lại mèo Tom. Hanna và Barbera cho rằng sự đối đầu giữa Tom và Jerry ẩn dấu một sự tôn trọng lẫn nhau.
Trong những phim hoạt hình Tom và Jerry sau này, bên cạnh Jerry xuất hiện một con chuột nhỏ màu xám tên là "Tuffy" hoặc "Nibbles". Jerry tìm thấy nó bị bỏ rơi trên thềm nhà mình trong tập The Milky Waif. Jerry và Tuffy vào vai lính ngự lâm trong loạt phim hoạt hình Tom và Jerry lấy bối cảnh tại Pháp vào thế kỷ thứ 17. Tập đầu tiên của loạt phim này, The Two Mouseketeers, đạt giải Oscar cho phim hoạt hình ngắn năm 1951.

### Anchors Aweigh
Năm 1945, chuột Jerry xuất hiện trong một phân cảnh của Anchors Aweigh, một bộ phim nhạc kịch của Gene Kelly vào năm 1945. Jerry đóng vai người đứng đầu một vương quốc nơi âm nhạc bị cấm bởi nó cảm thấy rằng mình bất tài, do đó Kelly thuyết phục Jerry biểu diễn một bài hát cùng anh ta. Ban đầu Kelly muốn làm bạn nhảy với Mickey nhưng Disney đã không chấp thuận. Sự thành công của phân cảnh này đã dẫn đến sự xuất hiện của cả Jerry lẫn mèo Tom trong hai bộ phim Dangerous When Wet của Esther Williams vào năm 1953 và Invitation to the Dance của Kelly vào năm 1956.

## Diễn viên lồng tiếng
- William Hanna: The Lonesome Mouse (1943)
- Sara Berner: The Zoot Cat, Anchors Aweigh (1944)[9]
- Lillian Randolph: The Milky Waif (1946)[3]
- Allen Swift: 1961–1962[10]
- Mel Blanc: 1963–1967
- June Foray: Of Feline Bondage, Duel Personality (1965)
- John Stephenson: The Tom and Jerry Show
- Frank Welker: The Tom and Jerry Comedy Show, Tom and Jerry Kids, Tom and Jerry: The Magic Ring
- Dana Hill: Tom and Jerry: The Movie[11]
- Samuel Vincent: Tom and Jerry Tales